# يوليا دومانسكا
يوليا دومانسكا (بالرومانية: Iulia Dumanska)‏ مواليد 15 أغسطس 1996 في هورودينكا، أوكرانيا، هي لاعبة كرة يد رومانية تلعب كحارس مرمى. مثلت منتخب رومانيا لكرة اليد للسيدات.

## سجل المنافسة
شاركت في البطولات التالية:
- بطولة أوروبا لكرة اليد للسيدات 2016

## الإنجازات
- الدوري الروماني لكرة اليد للسيدات:
  - الميدالية الفضية: 2015، 2016

## روابط خارجية
- يوليا دومانسكا على موقع الاتحاد الدولي لكرة اليد (الإنجليزية)
- يوليا دومانسكا على موقع الاتحاد الأوروبي لكرة اليد (الإنجليزية)